# Дідрик австралійський
Ді́дрик австралійський (Chrysococcyx osculans) — вид зозулеподібних птахів родини зозулевих (Cuculidae). Мешкає в Австралії.

## Опис

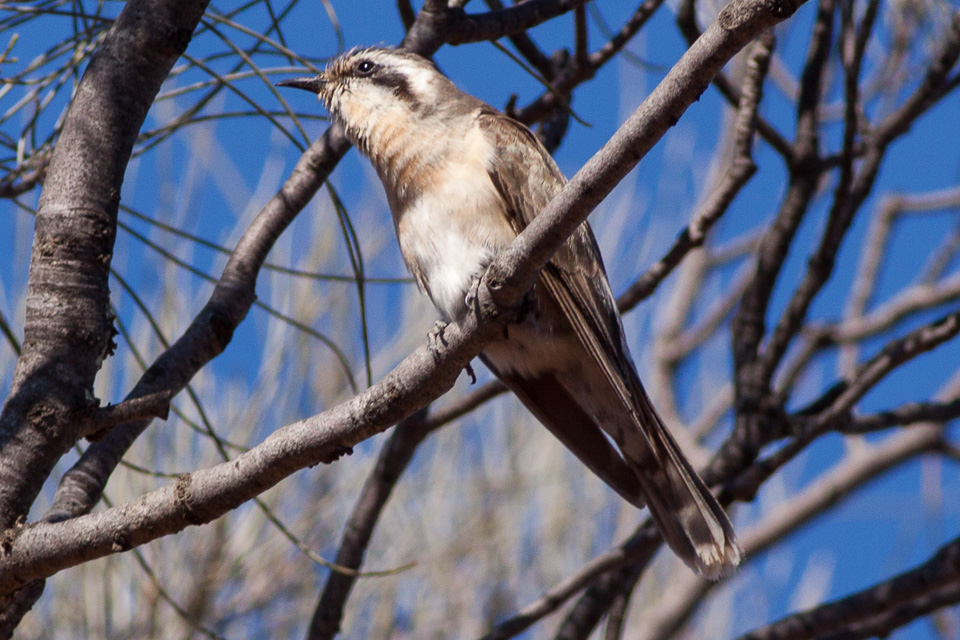
Австралійський дідрик

Довжина птаха становить 19-20 см, вага 30 г. Верхня частина тіла тьмяно-сірувато-коричнева, відблиск в оперенні відсутній. Від дзьоба через очі до шиї ідуть характерні чорні смуги. Надхвістя блідо-білувате, нижня частина тіла блідо-охриста. Хвіст зверху сірувато-чорний з білим кінчиком, знизу кремовий, поцяткований коричнюватими смугами. Очі карі, дзьоб і лапи чорні. Молоді птахи мають більш тьмяне забарвлення, смуги через очі у них більш коричневі.

## Поширення і екологія
Австралійські дідрики мешкають на більшій частині Австралії, за винятком вологих прибережних лісистих районів, переважно на захід від Великого Вододільного хребта. Частина південних популяцій взимку мігрує на північ Австралії і далі до Нової Гвінеї і островів Воллесії. Броячі птахи спостерігалися на Тасманії. Австралійські дідрики живуть в сухих рідколіссях, в сухих чагарникових заростях маллі, мульга, лігнум і салтбуш та в прибережних заростях.
Австралійські дідрики живляться твердокрилими, двокрилими, перетинчастокрилими та іншими комахами, а також гусінню. Шукають їжу переважно на землі, а також на деревах і чагарниках. Сезон розмноження залежить від дощів і від регіону: на заході континенту він триває з червня по жовтень, а на сході з серпня по грудень. Як і багато інших видів зозуль, австралійські дідрики практикують гніздовий паразитизм, відкладаючи одне темно-коричневе яйце в гнізда іншим птахам, які мають кулеподібні або куполоподібні гнізда, зокрема пустковикам, шиподзьобам, кущовикам і куреникам. При цьому зозуля викидає яйце птаха-хазяїна з гнізда. Пташенята австралійських дідриків покидають гніздо через 18 днів після вилуплення.